# Lycosa musgravei
Lycosa musgravei är en spindelart som beskrevs av McKay 1974. Lycosa musgravei ingår i släktet Lycosa och familjen vargspindlar. Inga underarter finns listade i Catalogue of Life.